# Invalidenrente nach DDR-Recht
Die Invalidenrente war eine Sozialleistung der Sozialpflichtversicherung der DDR für Personen, die dauerhaft eine Arbeitstätigkeit in der DDR nicht mehr wahrnehmen konnten. Sie war in den §§ 8–14 der Verordnung über die Gewährung und Berechnung von Renten der Sozialpflichtversicherung (1. Renten-VO) geregelt und entsprach weitestgehend der westdeutschen Erwerbsunfähigkeitsrente bzw. Berufsunfähigkeitsrente.

## Leistungsvoraussetzungen
Anspruch auf eine Invalidenrente hatte, wer invalide war (§ 8) und die versicherungsrechtlichen Voraussetzungen zum Bezug der Rente erfüllte (§ 9).
Invalidität im Sinne des Rentenrechts der DDR lag nach § 8 vor, wenn durch Krankheit, Unfall oder eine sonstige geistige bzw. körperliche Schädigung das Leistungsvermögen und der Verdienst um mindestens zwei Drittel gemindert war und die Minderung des Leistungsvermögens in absehbarer Zeit durch Heilbehandlung nicht behoben werden konnte. Eine Minderung des Leistungsvermögens lag dann vor, wenn der Verdienst den Mindestbruttolohn in der DDR nicht überstieg. Bei Empfängern von Blindengeld oder Sonderpflegegeld wurde Invalidität gesetzlich unterstellt.
Die versicherungsrechtlichen Voraussetzungen lagen nach § 9 vor, wenn
- mindestens 5 Jahre ununterbrochen eine versicherungspflichtige Tätigkeit ausgeübt wurde und innerhalb von 2 Jahren nach Ausscheiden aus dieser Tätigkeit Invalidität eintritt,
- ab Vollendung des 16. Lebensjahres mindestens die Hälfte der Zeit bis zum Eintritt der Invalidität eine versicherungspflichtige Tätigkeit ausgeübt wurde
- mindestens 15 Jahre lang eine versicherungspflichtige Tätigkeit ausgeübt wurde (hier gab es Sonderregelungen für kinderreiche Mütter).

Der Anspruch auf Invalidenrente bestand frühestens ab Abschluss der Schulausbildung bzw. des Studiums.
Mitglieder der freiwilligen Zusatzrentenversicherung (FZR) konnten nach § 10 einen Anspruch auf Zusatzinvalidenrente erwerben, wenn sie 5 Jahre ununterbrochen eine versicherungspflichtige Tätigkeit mit Einzahlung in die FZR ausgeübt hatten und Invalidität innerhalb von zwei Jahren nach Beendigung der Mitgliedschaft in der FZR eintrat.
Mütter mit mindestens fünf Kindern waren nach § 12 von den versicherungsrechtlichen Voraussetzungen befreit. Sie erhielten bei Eintritt von Invalidität Invalidenrente in Höhe der Mindestrente.

## Höhe der Invalidenrente
Die Höhe der Invalidenrente wurde nach § 13 entsprechend der Altersrente der DDR aus dem durchschnittlichen Monatsverdienst der letzten 20 Jahre vor Eintritt der Invalidität (frühestens ab dem 1. Januar 1946) berechnet. Wie bei der Altersrente auch bildete die Mindestrente die Untergrenze.
Als Zurechnungszeiten galten Zeiten der Arbeitslosigkeit bis zum 31. Dezember 1945 sowie bei Müttern 1 Jahr für jedes Kind. Diese Zeiten erhöhten den Anspruch auf Invalidenrente.
Trat Invalidität während der Schulausbildung, der Lehrausbildung, des Studiums oder des Grundwehrdienstes ein, wurde der Monatsverdienst, falls es günstiger ist, nach dem Durchschnittseinkommen der Berufsgruppe berechnet, den der Versicherte anstrebte.

## Invalidenrente für Behinderte
Die DDR führte im Jahr 1971 mit § 11 die sogenannte Invalidenrente für Behinderte ein. Diese Rente erhielten behinderte Menschen ab Vollendung des 18. Lebensjahres, die aufgrund ihrer Behinderung eine Berufstätigkeit nie aufnehmen konnten (etwa weil sie von Geburt an behindert sind). Voraussetzung war ferner, dass eine berufliche Rehabilitation nicht möglich war oder der Verdienst in der Rehabilitationsmaßnahme den Mindestbruttolohn in der DDR nicht überstieg.
Die Invalidenrente für Behinderte wurde stets in Höhe der Mindestrente gezahlt; Ausnahmen galten für Halb- und Vollwaisen.

## Überleitung der Invalidenrente in das bundesdeutsche Rentenrecht
Mit dem Rentenüberleitungsgesetz wurden die Renten der DDR zum Jahr 1992 in das bundesdeutsche Rentensystem übergeleitet.
Invalidenrenten, die bis zu diesem Zeitpunkt nach DDR-Recht geleistet wurden, wurden nach § 302a SGB VI auf Grundlage komplizierter Vorschriften entweder in eine Erwerbsunfähigkeitsrente oder in eine Berufsunfähigkeitsrente übergeleitet. Seit dem 1. Juli 2007 werden diese Renten als Rente wegen voller Erwerbsminderung geleistet, solange eine Erwerbsminderung im Sinne des bundesdeutschen Rechts weiter vorliegt. Somit ist im Einzelfall auch ein Entzug einer Invalidenrente nach DDR-Recht bei gesundheitlicher Besserung möglich. Die Höhe der ehemaligen Invalidenrenten wurden nach § 307a SGB VI neu berechnet.
Da die Invalidenrente für Behinderte keine Entsprechung im bundesdeutschen Recht hat, werden diese Renten nach Art. 2 § 10 RÜG in der bisherigen Höhe weitergezahlt. Bezieher einer Invalidenrente für Behinderte können wie westdeutsche Behinderte nach 20 Jahren Tätigkeit in einer Werkstatt für behinderte Menschen einen Anspruch auf eine Erwerbsminderungsrente erwerben, wobei zu ihren Gunsten nach § 248 Abs. 2 SGB VI der gesamte Zeitraum vom 1. Juli 1975 bis zum 31. Dezember 1991 als Pflichtbeitragszeit gilt. Die Invalidenrente für Behinderte ist nach der Rechtsprechung keine Rente im Sinne von § 50 SGB V und schließt somit einen Anspruch auf Krankengeld nicht aus.
Wer am 18. Mai 1990 seinen Wohnsitz im Beitrittsgebiet hatte und keinen Anspruch auf eine Rente wegen Erwerbsunfähigkeit oder Berufsunfähigkeit nach bundesdeutschem Recht hatte, konnte im Zeitraum 1. Januar 1992 bis 31. Dezember 1996 einen Anspruch auf eine Invalidenrente nach DDR-Recht erwerben, sofern die Voraussetzungen für diese Rente erfüllt waren. (Art. 2 § 1 RÜG)